# Jardin d'Éden (La Réunion)
Pour les articles homonymes, voir Jardin d'Éden.
Le Jardin d'Éden est un jardin paysager situé en France sur l'île de La Réunion, à l'Hermitage dans la commune de Saint-Paul, sur la côte ouest de l'île à proximité des plages et des principales stations touristiques de l'île.
Créé en 1990 par Philippe Kaufmant, ingénieur agronome passionné de botanique, il est conçu à l'anglaise et demande une à trois heures de visite. Il est en effet installé dans un parc de 2,5 hectares abritant 700 espèces végétales tropicales, à Saint-Gilles. En outre, on peut y observer un certain nombre d'endormis de La Réunion ayant trouvé refuge dans les branches.
Le marais de l'Ermitage à proximité du jardin fait régulièrement l'objet de recherches de dépôts ossifères fructueuses depuis 1990. Ces recherches ont permis de confirmer l'existence d'espèces endémiques mentionnées dans les textes anciens et aujourd'hui disparues. Elles ont également débouché sur l'identification de nouvelles espèces.

## Histoire du jardin
À l'origine le jardin était une terre agricole où l'on cultivait des asperges et des melons, qui dispose d'un atout majeur, un approvisionnement en eau toute l'année grâce à une nappe phréatique et un étang naturel. Le couple Kaufmant a collecté des graines pendant deux ans et aménagé le jardin pendant un an. Le jardin est inauguré et ouvert au public en 1991.
Au décès de Philippe Kaufmant, son épouse prend le soin de pérenniser son œuvre.

## L'agencement du jardin
Élaboré dans une perspective ethnobotanique, indigène et exotique, le jardin permet aux visiteurs de découvrir l’essentiel de la flore réunionnaise.
Pour retrouver toutes les plantes facilement, les visiteurs peuvent utiliser un livre guide remis à l'entrée. Sur les parcours, de nombreux panneaux pédagogiques interprètent les différents thèmes du jardin, chacun des thèmes présentant une grande collection de plantes :
- plantes rares
- plantes endémiques
- plantes médicinales, aromatiques, tinctoriales
- succulentes
- espèces potagères et fruitières
- palmiers, bambous, lianes, cactées.

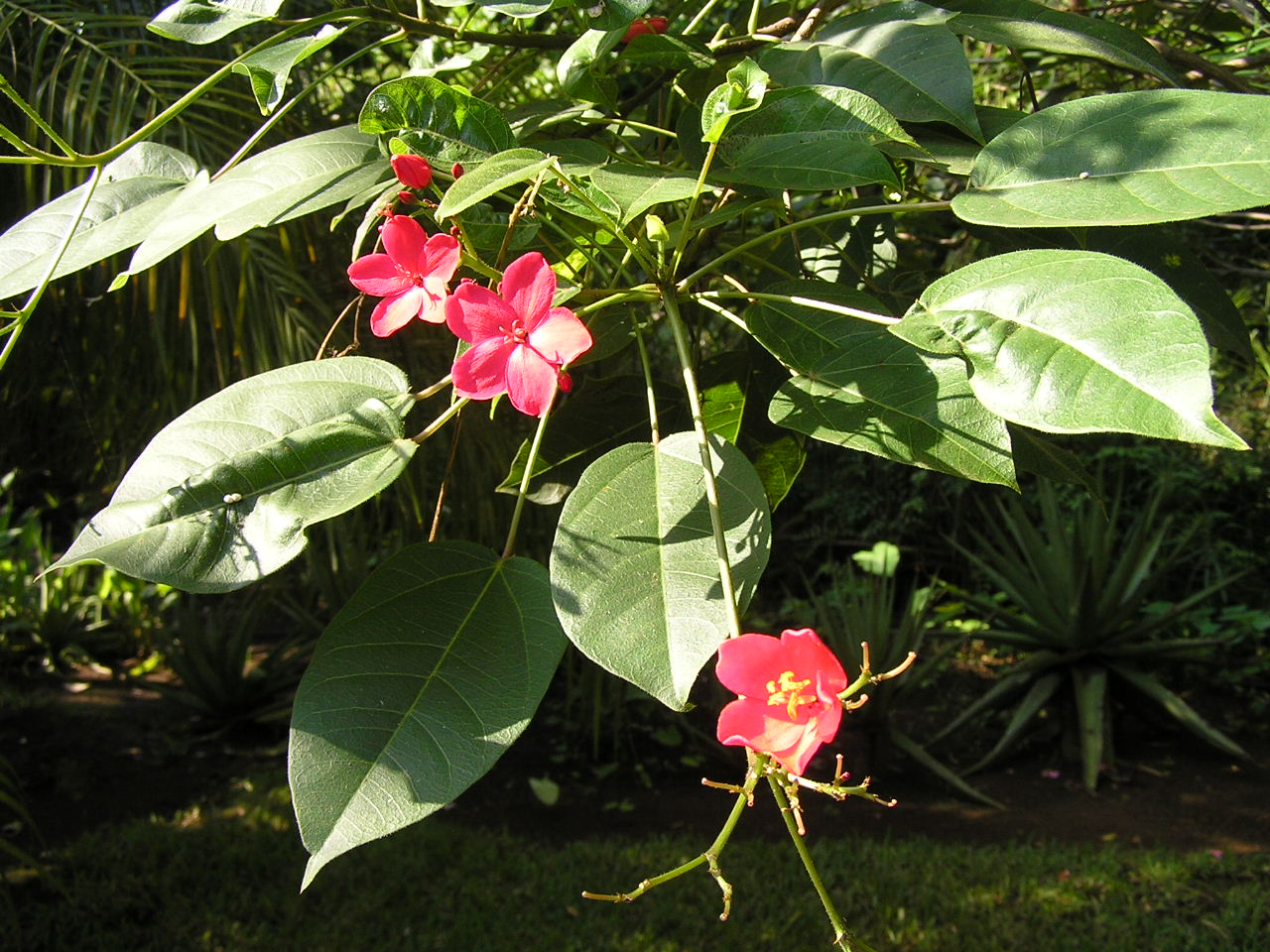
Jatropha fleur
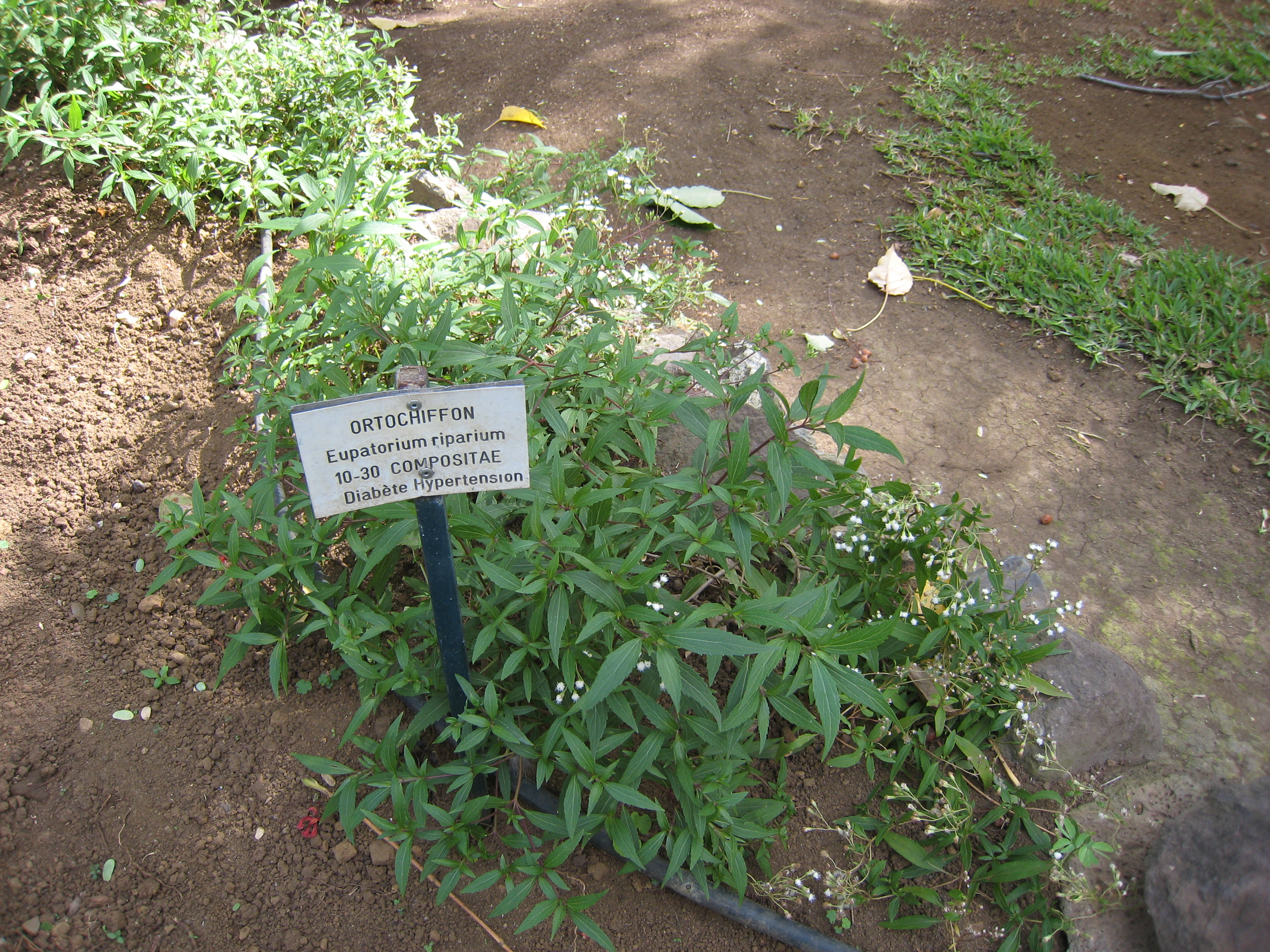
Ortochiffon, plante médicinale
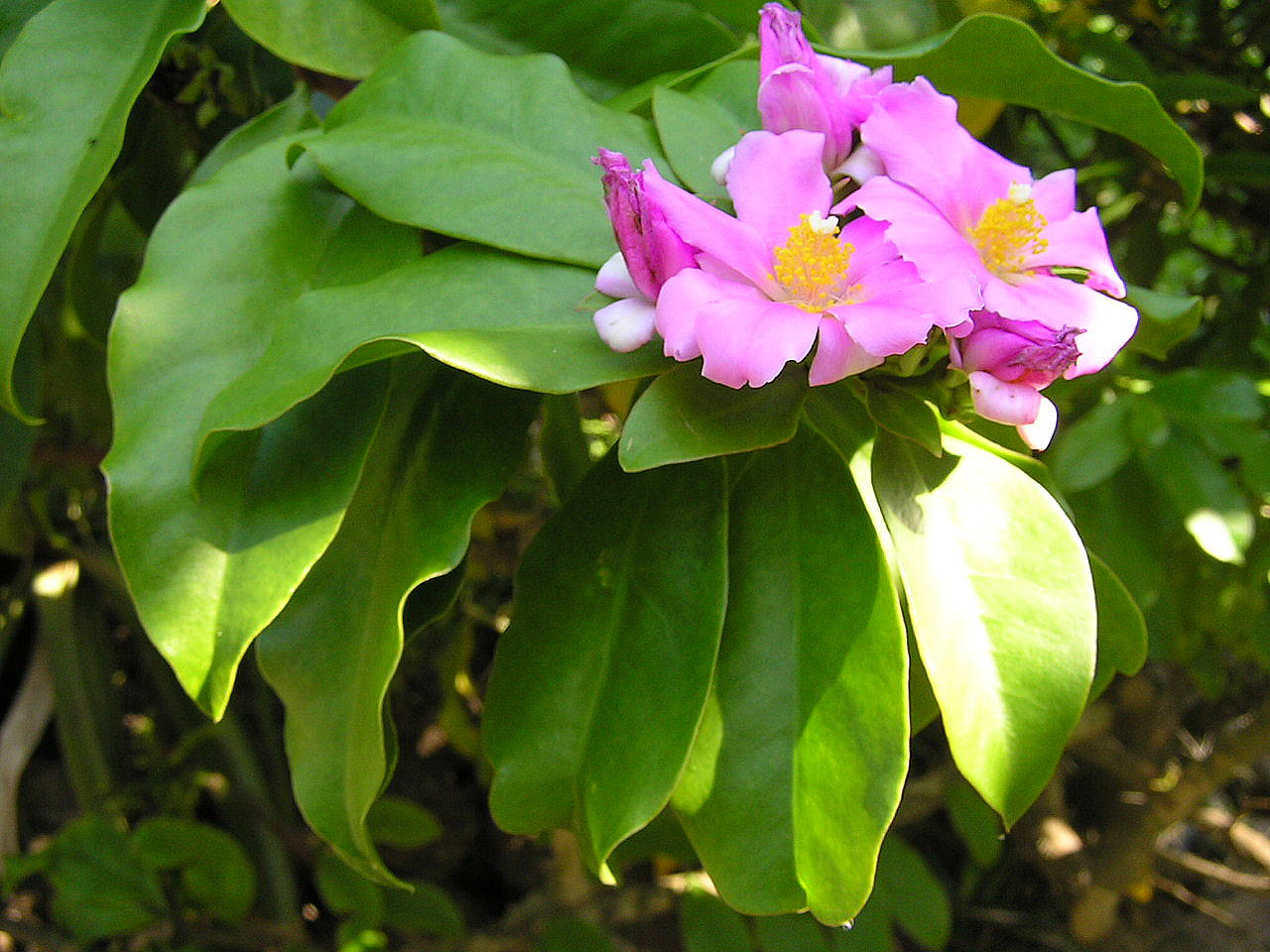
Fleur de cactus
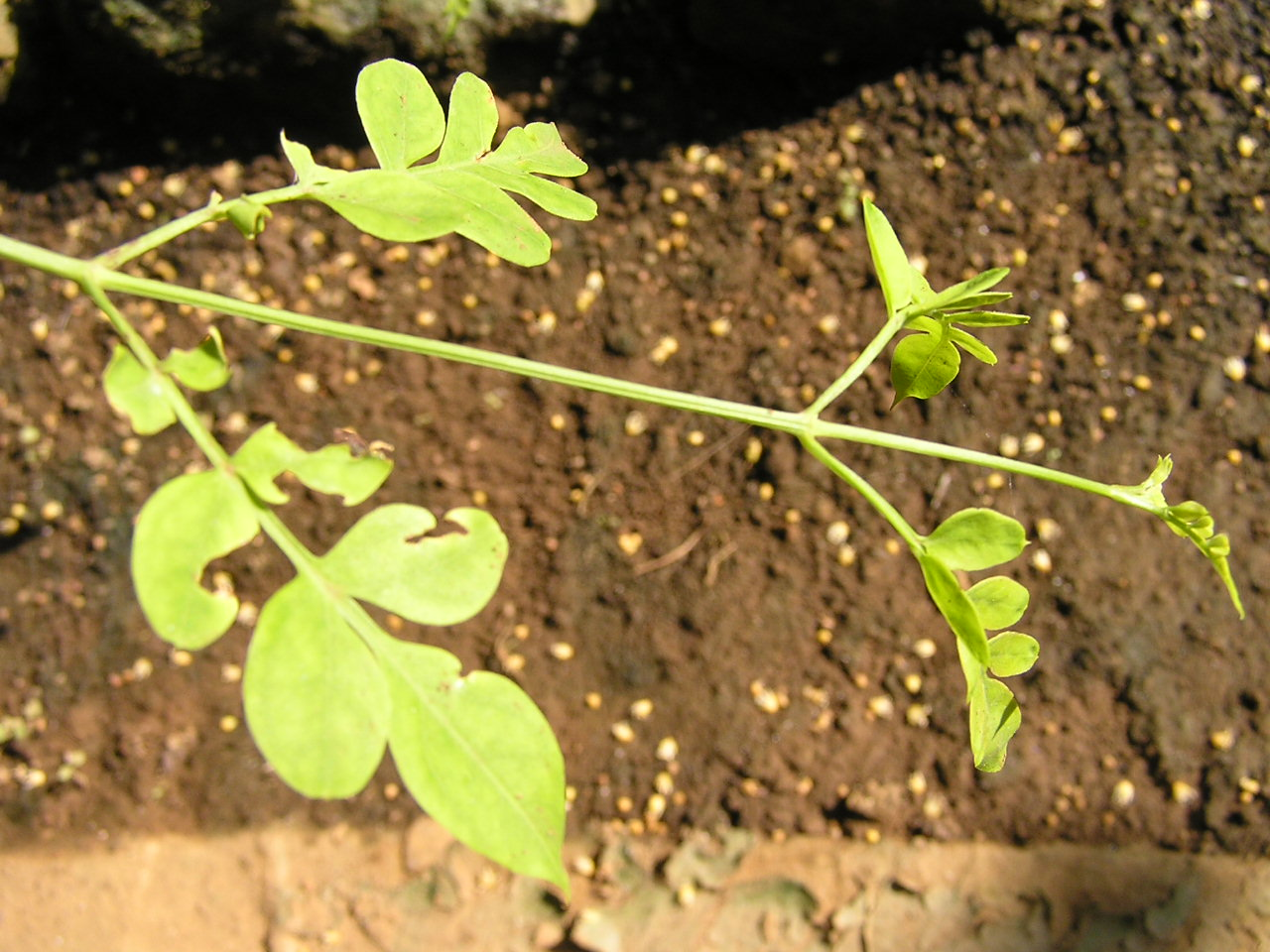
Feuilles de jasmin

Le jardin d’Éden contient un joli rucher et un village créole miniature abordant des sujets tels que la flore divine de l'hindouisme et ces thèmes insistent sur l'aspect multiculturel de la Réunion. En intégrant une rizière,un jardin zen, un jardin aquatique, le jardin d'Éden dépasse largement le cadre géographique de l'île. De plus, le jardin est conçu dans un esprit romantique avec des coins intimes et ombragés.